# CHIPS and Science Act
Il CHIPS and Science Act è uno statuto federale degli Stati Uniti emanato dal 117º Congresso degli Stati Uniti e firmato dal presidente Joe Biden il 9 agosto 2022.

## Storia
L'atto fornisce circa $ 280 miliardi di nuovi finanziamenti per promuovere la ricerca interna e la produzione di semiconduttori negli Stati Uniti. L'atto include $ 39 miliardi di sussidi per la produzione di chip sul suolo statunitense, unitamente a crediti d'imposta sugli investimenti del 25% per i costi di manifattura e $ 13 miliardi per la ricerca sui semiconduttori e per la formazione della forza lavoro, con l'obiettivo primario di contrastare la Cina. Questo rappresenta il più grande investimento quinquennale utilizzato con fondi pubblici nella storia del Paese.
Con l’attuazione del Chips and Science Act da un lato si implementano i programmi precedentemente autorizzati dal Chips for America Act del 2021, dove si autorizzava il Dipartimento del Commercio, il Dipartimento della Difesa e il Dipartimento di Stato allo sviluppo di una produzione nazionale di chip, e dall’altro si dà vita a un più ampio programma di investimenti in ricerca e sviluppo da spalmare in un periodo di cinque anni. Il piano comprende anche disposizioni per impedire alle aziende che ricevono i fondi federali di costruire impianti di produzione e semiconduttori avanzati in alcuni Paesi come la Cina e che minacciano in tal modo la sicurezza nazionale degli Stati Uniti.

## L'atto
L'atto non ha un unico titolo breve ufficiale, ma è suddiviso in tre divisioni con i propri titoli brevi: la divisione A è il CHIPS Act del 2022 (dove CHIPS sta per "Creating Helpful Incentives to Produce Semiconductors"); la divisione B è la legge su ricerca e sviluppo, concorrenza e innovazione; la divisione C è la legge sul finanziamento della sicurezza della Corte suprema del 2022.